# مقاطعة عيل بور
مقاطعة عيل بور (بالصومالية: Degmada Ceelbur)‏ إحدى مقاطعات محافظة جلجدود بوسط الصومال، عاصمتها عيل بور عاصمة المحافظة، وأقدم دينة فيها، يستوطنها قبائل دارود لا سيما مريحان.

## روابط خارجية
- مقاطعات الصومال
- الخريطة الإدارية لمقاطعة عيل بور